# Lijst van goederenspoorlijnen in België
Hieronder een lijst van goederenspoorlijnen in België.

## Huidig
- 10: Y Zwijndrecht Fort - Antwerpen-Noord
- 11: Antwerpen-Noord - Noordland
- 11A: Y Stabroek - bundel Zandvliet
- 17: Diest - Beringen-Mijn
- 21C: Genk-Goederen - Bilzen
- 24: Tongeren - Aachen West
- 26A: Schaarbeek - Y Haren-Noord
- 27A: Y Liersesteenweg - bundel Rhodesië
- 27C: Y Ekerse Dijk - Antwerpen-Noord
- 36A: Y Voroux - Kinkempois
- 39: Welkenraedt - Montzen
- 50F: Oostende-Zeehaven - Oostende
- 51B/1 of Boog van Ter Doest:Y Ter Doest - Y Boudewijnkanaal
- 53A: Mechelen - Muizen
- 55: Wondelgem - Terneuzen
- 55A: Y Ringvaart - Langerbrugge
- 86: Leuze - Ronse
- 100: Saint-Ghislain - Tertre
- 106: Lembeek - Klabbeek
- 109: Cuesmes - Harmignies
- 113: Manage – Piéton
- 115: Quenast - Tubeke - Klabbeek
- 125A: Y Val-Benoît - Flémalle-Haute
- 125B: Y Garde Dieu - Kinkempois
- 125C: Y Val-Benoît - Kinkempois
- 138: Châtelet - aansluiting Disteel
- 147: Fleurus - Auvelais
- 150: Tamines - Aisemont
- 155: Marbehan - Croix-Rouge
- 155: Virton - Dampicourt
- 156: Anor - Momignies
- 202: Zeebrugge-Dorp - Zweedse kaai
- 202A: Oostende-Zeehaven - industriezone Plassendale
- 202B: Y Pelikaan - bundel Ramskapelle
- 204: Y Boma - Rostijne
- 207: Y Albertkanaal - Laakdal
- 208: Y Ketenis-Zuid - Industriezone Geslecht
- 209: bundel Kallo - Zwijndrecht-Industriezone
- 211: Y Steenland - bundel Zuid
- 211A: Y Den-Beer - Y Farnese
- 211C: Y Arenberg - Y Krommenhoek

- 214: Jupille - Chertal
- 216: Y Zuid Everstein - Evergem-Sluis
- 217: Noord Everstein - Evergem-Overdam
- 218: Tessenderlo - Paal
- 219: Bundel Zandeken - Halve Maan
- 220: Y Noorderlaan - Merksem
- 221: Y Ford - Y Lillobrug
- 221A: Y Noorderhoek - Y Oosterweel
- 221B: Y Amerika - Y Kastel
- 221C: Y Kruisschans - Y Meestoof
- 221D: Bundel Total - Y Meestoof
- 221E: Y Polderdijk - Bundel Petrol
- 222: Y Oorderen - bundel Oorderen
- 223: Antwerpen-Noord verbinding 18 - Bundel Noordland
- 223 I: Antwerpen-Noord Blok G9/H9 - Antwerpen-Noord verbinding 18
- 223 II: Antwerpen-Noord Blok 10 - Antwerpen-Noord verbinding 18
- 223A: Y Oudendijk - Y Frederik
- 224: Antwerpen-Noord - Y Oost Lillo
- 226: Bundel Berendrecht - Y Berendrecht
- 226A: Y Berliwal - Bundel Berendrecht
- 226B: Y Oost Lillo - Bundel Berendrecht
- 230: Y Bosdel - Zutendaal
- 231: Y Termien - Genk-Zuid (Paniswijerstraat)
- 232: Y Kaatsbeek - Genk-Zuid (Eikelaarstraat)
- 242: Y Criquelion - Darse-Sud
- 251: Y Bois-des-Vallées - Charbonnages d'Anderlues
- 260: Monceau - Charleroi-West
- 260A: Monceau - Amercoeur centrale
- 269: Écaussinnes - Parc industriel de Feluy
- 270: Ruisbroek-Sauvegarde - Prayon
- 271: Leman - Flémalle-Espérance
- 272: Y Heule - Kuurne
- 273: Balen-Werkplaatsen - Lommel-Maatheide
- 276: Familleureux - Seneffe-Manage
- 280: Ninove - Industriezone Stad
- 283: Ronet-Formation - Centrale Werkplaats Salzinnes
- 285: Y Val-Saint-Lambert - Parc industriel d'Hermalle-sous-Huy
- 287: Aat - Gellingen
- 288: Floreffe - Parc industriel de la Basse-Sambre
- 289: Y Saint Lambert - Zoning de Gantaufet

## Opgebroken
- 32: Ans - Flémalle-Haute
- 77A: Y Rostijne - Moerbeke-Waas
- 133: Couillet-Centre – Jamioulx
- 201: Brugge-Dijk - Brugge-Zeehaven
- 203: Wondelgem - Wondelgem-Kanaal
- 205: Lier - Oelegem
- 206: Waregem - industrieterrein Gaverbeek
- 212: Y Glain - mijnen Espérance en Gosson
- 213: Ans-Plateau - mijnen Bonne Fortune en Bonnier
- 235: Frameries - Raccordement Craibel
- 240: Haine-Saint-Pierre - Verreries Haine-Saint-Pierre
- 241: Leval - Péronnes
- 243: Quaregnon - Rivage de Jemappes
- 244: Warquignies - Escouffiaux
- 245: Saint-Ghislain - Saint-Ghislain Rivage
- 246: Flénu-Central - Levant
- 247: Ghlin - Baudour
- 248: Y Bois-des-Vallées - Fosse 17
- 249: Trazegnies - Fosse 6 & 8 / Courcelles-Fosses
- 250: Y Forchies - Fosse 8
- 252: Piéton - Fontaine-l'Evêque
- 253: Bascoup - Fosse Sainte-Henriette
- 254: Bascoup - Trazegnies
- 256: Ransart - Masses-Diarbois

- 257: Y Noir-Dieu - Charleroi-Nord
- 258: Nord de Gilly - Le Vieux Campinaire
- 259: Ransart - Le Vieux Campinaire
- 260B: Y Docherie - Fosse Saint-Auguste
- 260D: Y Providence - Providence Gare privée
- 260E: Y Tréfilerie - Fosse Saint-Théodore
- 261: Couillet- Marcinelle-Haies
- 262: Damprémy-Charbonnage - raccordement verres spéciaux
- 263: Y Gilly 4 Bras - Gilly 4 Bras
- 264: Lodelinsart - Jumet-Coupe
- 265: Bellecourt - Raccordement Wuyckens
- 266: Y Estacade - Fosse 6 / Perier
- 266A: Y Estacade - Fosse 4
- 267: Fosse 4 / Martinet - Fosse 3
- 268: Monceau - Raccordement Tilmétal
- 268A: Marchienne-au-Pont - Fosse 2
- 268B: Y Goutroux - Fosse 14
- 275: Veurne - Lovaart
- 278: Y Heisbroeck - Sint-Katelijne-Waver-Fort
- 279: Y Keizersstraat - Industriezone Harelbeke
- 281: Piéton - Charbonnage d'Anderlues
- 284: Châtelet - Montignies-sur-Sambre
- 286: Y Frasnes - Parc industriel de Mariembourg